# Elinor Donahue
Pour les articles homonymes, voir Donahue.
Elinor Donahue, créditée Mary Eleanor Donahue depuis ses débuts d'enfant star jusqu'à la fin des années 1940, est une actrice américaine née le 19 avril 1937 à Tacoma, Washington (États-Unis).

## Biographie
Elle a interprété Bridget dans Pretty Woman.

## Filmographie partielle

### Au cinéma
- 1943 : Mister Big de Charles Lamont : Muggsy
- 1943 : Honeymoon Lodge de Edward C. Lilley : Janie Thomas (non créditée)
- 1944 : Bowery to Broadway de Charles Lamont : Bessie Jo enfant
- 1944 : Le bonheur est pour demain (And Now Tomorrow) d'Irving Pichel : Janice enfant
- 1946 : Little Miss Big d'Erle C. Kenton : une jeune fille (non créditée)
- 1947 :Winter Wonderland (en) de Bernard Vorhaus : Betty Wheeler
- 1947 : La Danse inachevée (The Unfinished Dance) de Henry Koster : Josie
- 1948 : Cupidon mène la danse (Three Daring Daughters) de Fred M. Wilcox : Alix Morgan
- 1948 : Tenth Avenue Angel de Roy Rowland : Cynthia (non créditée)
- 1949 : An Old-Fashioned Girl d'Arthur Dreifuss : Maud Shaw
- 1949 : The Arkansas Swing de Ray Nazarro : Toni MacGregor
- 1950 : Singing Guns de R. G. Springsteen : la fille de Mike Murphy
- 1950 : Années de jeunesse (The Happy Years) de William A. Wellman : Connie Brown
- 1950 : No, No, Nanette (Tea for Two) de David Butler : Lynne Smith
- 1950 : Trois Gosses sur les bras (My Blue Heaven) de Henry Koster : une fan qui demande un autographe
- 1951 : Her First Romance d'Edward Dmytryk : Lucille Stewart
- 1952 : Ruse d'amour (Love Is Better Than Ever) de Stanley Donen : Pattie Marie Levoy
- 1959 : Girls Town de Charles F. Haas : Mary Lee Morgan
- 1959 : Mirage de la vie (Imitation of Life) de Douglas Sirk : l'amie de Lora
- 1983 : Going Berserk de David Steinberg : Margaret Anderson
- 1990 : Pretty Woman de Garry Marshall : Bridget
- 1991 : La Fin de Freddy : L'Ultime Cauchemar (Freddy's Dead: The Final Nightmare) de Rachel Talalay : la femme de l'orphelinat
- 2004 : Un mariage de princesse (The Princess Diaries 2: Royal Engagement) de Garry Marshall : Lady Palimore

### À la télévision
- 1954- 1960 : Papa a raison (Father knows best) : Bette "Betty" Anderson
- 1967 : Star Trek (série télévisée) : épisode Guerre, amour et compagnon : Nancy Hedford
- 1969 : In Name Only : Esther Garrity
- 1972 : Gidget Gets Married (en) d'E. W. Swackhamer : Medley Blaine
- 1974 : If I Love You, Am I Trapped Forever?
- 1977 : Mulligan's Stew (série) : Jane Mulligan
- 1978 : Please Stand By (série) : Carol Lambert
- 1978 : Arnold et willy (série) : Diane Sloane (saison 1,épisode 10)
- 1978 : Doctors' Private Lives : Mona Wise
- 1978 : No Margin for Error
- 1979 : Doctors' Private Lives (feuilleton) : Mona Welk
- 1980 : Condominium : Audrey Ames
- 1982 : Shérif, fais-moi peur (série) : "L'horoscope dit vrai" (Saison 4 - Épisode 15) : Agent Marjorie Dane
- 1983 : High School U.S.A. : Mrs. Franklin
- 1984 : No Earthly Reason : Mrs. Morrison
- 1984 : Hear Me Cry : Mrs. Parsons
- 1965 : Des jours et des vies (Days of Our Lives) (série) : Kate Honeycutt (1984-1986)
- 1987 : Les Aventures de Beans Baxter (The New Adventures of Beans Baxter) (série) : Susan Baxter
- 1988 : CBS Schoolbreak Special (série) : Laura Donovan (épisode Never Say Goodbye)
- 1984 : Santa Barbara (Santa Barbara) (série) : Dr. Anderson
- 1989 : Générations (Generations) (série) : Sylvia Furth
- 1992 : Eek! Le chat (Eek! The Cat) (série) : voix
- 1995 : Les Envahisseurs (The Invaders) : Norma Winters
- 1999 : Amours et rock'n' roll (Shake, Rattle and Roll: An American Love Story)
- 2001 : Docteur Quinn, femme médecin : Dames de cœur  : Rebecca Quinn